# Storie di Maria, santi Barnaba e Viatore
Le Storie di Maria, santi Barnaba e Viatore sono un ciclo di affreschi eseguiti da Pietro Baschenis nel 1614 per la chiesa di Santa Grata in Columnellis in via Arena  di Bergamo nella chiesa superiore mentre i santi Barnaba e Viatore sono raffigurati nella chiesa inferiore.

## Storia
I dipinti, che decorano la volta del presbiterio, furono considerati dallo storico dell'arte Andrea Pasta nel 1775 come lavori d'ignoto, ma di ottima fattura. Furono considerati lavoro di Giovanni Battista Averara, solo successivamente lavoro del Baschenis.
Il ciclo è stato firmato dall'artista nell'affresco “Nascita di Maria” sul gradino dove è posto san Gioacchino: PETRUS BASCHENES/PINXIT. La chiesa ha una storia molto antica e fu ricostruita a partire dal 1591. I decori della zona presbiteriale dovevano sicuramente essere terminati quando il 10 maggio 1624 fu visitata dal vescovo di Bergamo Federico Cornaro, come riportano gli atti: “ad altare maius quod situm est in choro ipsius ecclesie ad orientem sub fornice pulcherrimo”. Viene registrata la presenza di altri affreschi suoi in quella che viene definita come la chiesa vecchia posta a livello inferiore ma con il presbiterio dalle medesime misure

## Descrizione

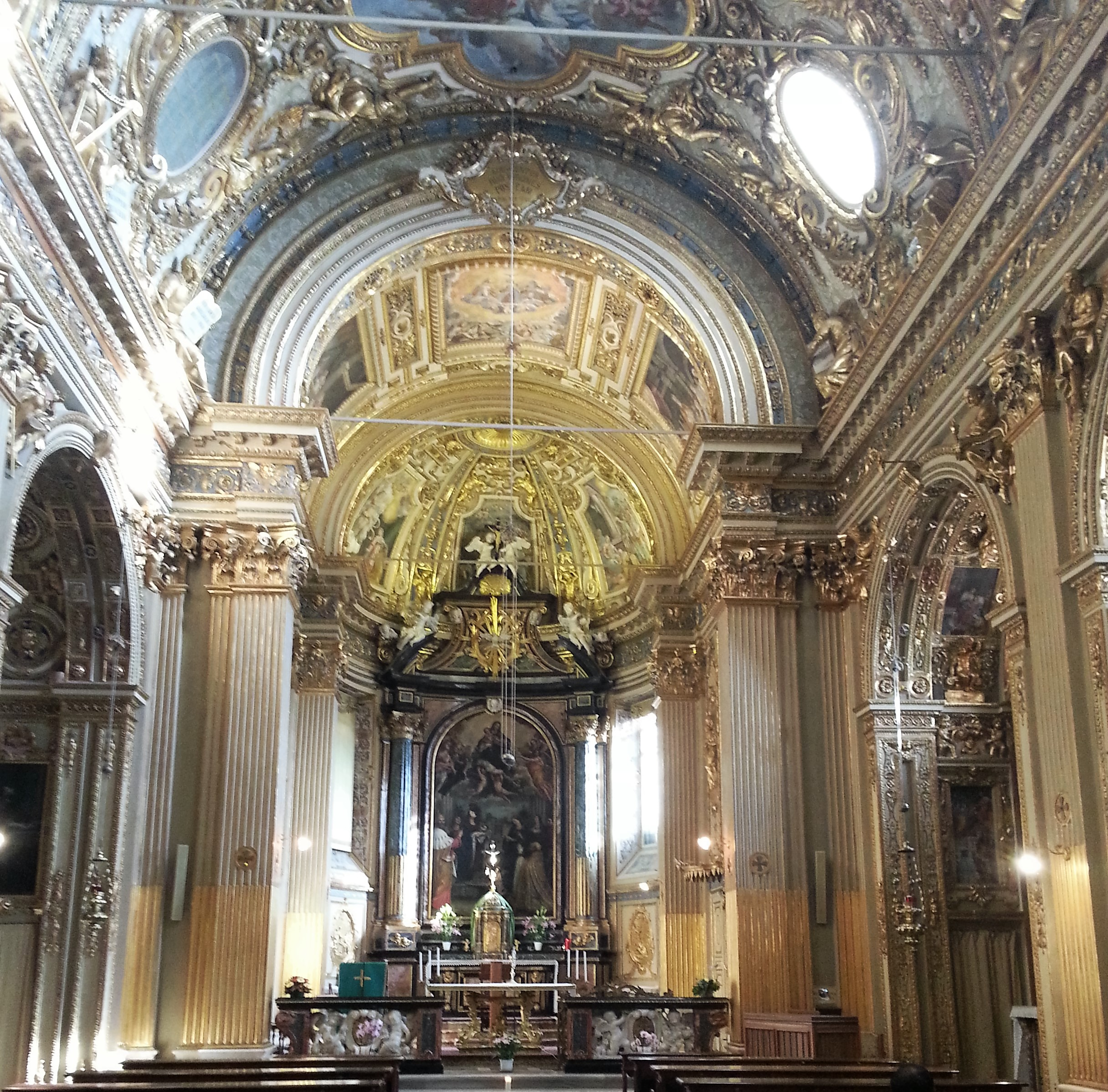
Presbiterio della chiesa di Santa Grata che ospita il ciclo di affreschi di Pietro Baschenis

Il ciclo delle storie di Maria si compone dei dipinti raffiguranti: Nascita della Vergine, Annunciazione, Natività, Adorazione dei Magi, Presentazione al tempio e Incoronazione ed è inserito in cornici di stucco manieristici che completano sia la parte dell'abside che della volta a botte eseguiti dai Porta, stuccatori luganesi con cui il Baschenis si era imparentato avendo sposato la figlia di Lorenzo: Clara Porta. Le pareti laterali di quella che era l'antica chiesa, presentano le raffigurazioni di santa Barnaba con la scritta “S. BARNABAS APOST”  considerato il primo apostolo a predicare a Bergamo, e san Viatore con la scritta “VIATOR EPISC. II BERG”, secondo vescovo di Bergamo. Tra gli affreschi vi sono due copie di angeli, entrambi reggono un cartiglio che riporta: “QUI PRIMUS RETULIT TIBI CHRISTI NUMINA IESU/BERGOMOM ILLUS NUMINA CORDE PETE”,  “TRISTEM PONE METU FESSI CUI CORPO ARTUS/ACCELERAT MISERO FERRE VIATOR OPEM” e “DISPERATA SALUS NARNI MONUMENTA FREQUEM/HIC QUOVIS LANGUIDA MEMBRA LEVAT”. Nella chiesa vecchia pare che ci fosse anche una statua devozionale di san Narno riservata alla preghiera delle sole monache.
Gli affreschi presentano ripitture forse eseguite per dare maggior luminosità particolarmente accentuata nell'immagine dell'Incoronazione. I dipinti, a differenza di altre opere dell'artista che hanno toni molto chiari, si presentano con uno sfondo scuro raffiguranti architetture interne, e i colori delle figure non danno sufficiente risalto all'intera opera. I personaggi dipinti paiono muoversi in maniera lente, l'artista non è riuscito a dare movimento e narrazione alla sua opera. Alcuni personaggi sembrano essere ripetitivi. Affresco più completo è quello della Natività di Maria. Anna è posta in primo piano, con il capo reclinato a guardare la neonata. Gioacchino si sta allontanando, unico personaggio maschile in una scena di grande intimità femminile; l'artista ha riempito la scena di arredi e di oggetti come anfore, panieri, e bacili. La scena sembra riprendersi con l'immagine della perpetua che tiene un panno ed è posta davanti al fuoco. La Presentazione di Gesù al tempio è inserita in un'architettura scura ma piena di personaggi, tra i quali posta a destra una donna che regge un piatto, dove vi sono due colombe, simbolo pagano di vita eterna.
Gli affreschi presentano assonanze coni dipinti del Cavagna e del Salmeggia, gli artisti più importanti dei primi anni del Seicento bergamasco che sicuramente Pietro studiava e riproponeva, e che abitavano nel medesimo borgo di San Leonardo.
L'immagine dalla Vergine ripropone infatti quella presente nella chiesa di San Bernardino, ma in maniera molto più semplice, riprendendo anche il Salmeggia nel suo dipinto dell'Annunciazione presente nella Certosa di Garegnano.